# Epiphora scribonia
Epiphora scribonia är en fjärilsart som beskrevs av Hans Daniel Johan Wallengren 1860. Epiphora scribonia ingår i släktet Epiphora och familjen påfågelsspinnare. Inga underarter finns listade i Catalogue of Life.